# G3: Rockin' in the Free World
G3: Rockin' in the Free World è il secondo album dal vivo del progetto G3 guidato da Joe Satriani, registrato nel corso del tour del 2003.
La formazione comprende Joe Satriani, Steve Vai e Yngwie Malmsteen.
Dallo stesso tour è stato realizzato il DVD G3: Live in Denver con una diversa lista tracce.

## Tracce

### Disco uno

#### Joe Satriani
1. The Extremist - 3:51
2. Crystal Planet - 4:41
3. Always With Me, Always With You - 4:16
4. Midnight - 3:05
5. The Mystical Potato Head Groove Thing - 5:32

#### Steve Vai
1. I know you're Here - 9:27
2. Drive the hell out of here - 7:05
3. Juice - 6:35

#### Yngwie Malmsteen
1. Blitzkrieg - 2:48
2. Trilogy Suite Op. 5: The First Movement - 8:07
3. Red House (Jimi Hendrix) - 4:25
4. Fugue - 3:37
5. Finale - 2:54

### Disco due

#### The G3 Jam
1. Voodoo Child (Hendrix) - 10:46
2. Little Wing (Hendrix) - 6:08
3. Rockin' in the Free World (Neil Young) - 12:29